# Jazzovsko izrazoslovje
Jazzovsko izrazoslovje.
Angleško-slovenski glosar jazzovskih izrazov – prvotno diplomsko delo – je namenjen vsem, ki želijo dobiti hiter vpogled v jazzovsko izrazoslovje. Naj bi doprinesel k slovenskemu jazzovskemu besedišču, predstavlja pa tudi vzpodbudo za nadaljnje izboljšave.

### A
| ANGLEŠKO            | SLOVENSKO                | RAZLAGA |
| a capella           | a capella                | označba za vokalni ali inštrumentalni solo brez spremljave ritemske sekcije |
| A section           | del A                    | prvi, začetni del skladbe, navadno traja 8 taktov |
| a tempo             | a tempo, v tempu         | opozorilo za izvajalca, da nadaljuje skladbo v prvotni hitrosti ant. ad lib. |
| AABA                | AABA, anatola            | v tridesetih letih dokončno uveljavljen oblikovni postopek jazzovskega izvajanja skladbe: AABA, pri katerem je vsak del navadno dolg osem taktov; del B se imenuje tudi most ali srednji del gl. bridge       |
| ad libitum, ad lib. | ad libitum, ad lib.      | 1. označba za poljubno improvizacijo v solu (solo ad lib.) ali v spremljavi (accomp. ad lib.) 2. Označba za svobodno izbiro tempa in spreminjanje hitrosti osnovnega utripa, ant. a tempo                     |
| all stars           | zvezdniška zasedba, bend | zasedba, sestavljen iz znanih glasbenikov |
| alteration          | alteracija               | kromatično zvišanje ali znižanje enega ali več tonov v akordu za pol tona; v jazzu so lahko zvišane ali znižane 5., 9., 4. (ali 11.), 13. je lahko znižana                                                    |
| altered scale       | alterirana lestvica      | značilna jazzovska lestvica, vsebuje tone: 1, b9, #9, 3, #4, #5, 7 (npr. Calt = C-Db-Eb-E-F#-G#-Bb-C) ; pogosto se jo igra čez dominantne akorde; imenovana je alterirana, ker so uvedene vse možne spremembe |
| arrangement         | aranžma, priredba        | glasbena priredba skladbe za določeno inštrumentalno ali vokalno zasedbo prim. orchestration |
| articulation        | artikulacija             | izvajanje posameznih tonov in njihovo združevanje v fraze, ki tvorijo melodični glasbeni niz prim. phrasing                                                                                                   |
| atonality           | atonalnost               | izvajanje, ki ne gradi na tonalnem središču in na funkcionalnih harmonskih zvezah, pri katerem je vseh dvanajst poltonov v okviru oktave med seboj neodvisnih in enakopravnih ant. tonality                   |
| attacca, attack     | ataka                    | naziv za nastanek, začetek tona (posebno pri pihalih in trobilih) |
| augmented chord     | zvečan akord             | akord z zvišano kvinto 1-#3-5 (npr Caug =C-E-G#), lahko nastopa kot trozvok ali z dodanimi višjimi harmonskimi toni (septima, nona, …)                                                                        |

### B
| B Section              | del B                         | sin. bridge |
| back line              | back line                     | 1. ritemska sekcija 2.oprema na odru |
| back vocal             | spremljevalni vokal           | |
| background             | spremljava                    | spremljava vodilne melodije ali solistične improvizacije sin. accompaniment |
| ballad                 | balada                        | umirjena, melodiozna in tenkočutna jazzovska skladba v počasnem ali srednje hitrem tempu, navadno z 32imi takti |
| band                   | bend, band                    | glasbena skupina, ki igra jazz, rock, punk ter druge sodobne popularne glasbene zvrsti prim. big band |
| bar                    | takt                          | sin. measure |
| barbershop harmony     | brivniško sozvočje            | značilen harmonski postopek zgodnjega jazza, vokalna glasba brez inštrumentalne spremljave, z vodilnim glasom, tenorjem, baritonom in basom; ime izhaja iz brivnic, kjer so se zbirali in peli |
| barrelhouse            | barrelhouse                   | konec 19. stoletja nastala glasba pianistov črnskega rodu, ki so sami ali ob spremljavi ritemske sekcije igrali blues, ragtime, stompe in boogie woogie v preprostih pivnicah v južnih državah ZDA; sin. gutbucket, honky tonk piano                                                                         |
| basic pulse            | osnovni utrip                 | enakomerno ali neenakomerno pulziranje ritma, vrsta taktovskega načina določa dolžino udarcev osnovnega utripa (npr. v 4/4 taktu se osnovni utrip izraža v četrtinkah) sin. ground beat |
| beat                   | 1. udarec 2. ritem, utrip     | 1. vsaka od dob v določenem taktu 2. poudarjen ritem, ki sloni na enakomernem osnovnem utripu, ki je metrična podlaga ne samo jazza, temveč tudi vse plesne glasbe ter sodobnih glasbenih zvrsti, kot so: ritem in blues, rokenrol, rock, pop, reggae, ska, new wave, disko, funk, ipd.                      |
| bebopper               | beboper                       | 1. glasbenik, ki igra bebop2. ljubitelj bebopa |
| bending                | zategovanje                   | tehnika spreminjanja višine tona navzgor ali navzdol za manj kot pol tona |
| big band               | big bend                      | veliki jazzovski orkester, izoblikovan v obdobju swinga, ki ga sestavlja 10 do 18 inštrumentalistov, razdeljenih v štiri sekcije: trobentaško, pozavnistično, saksofonsko in ritemsko |
| Block Chord            | blokakord                     | sestavljen akord, ki je osnova posebne pianistične tehnike igranja v bloku, ko obe roki navadno v sredini klaviature igrata niz akordov; osnovna ideja je menjati diatonične in zmanjšane akorde sin. locked in hands                                                                                        |
| blue tonality          | bluzovska tonalnost           | tonalnost, ki sloni na uporabi bluzovskih tonov; nekakšen prehod med diatoniko in kromatiko, izhaja iz združitve evropske harmonije z afriško melodiko ter zabrisuje durovsko in molovsko razpoloženje (npr. mala terca, mala septima v duru)                                                                |
| blue tones             | bluzovski toni                | (angl. otožni toni) v jazzu znižana tretja (bluesovska terca), sedma (bluesovska septima), bebop pa je uvedel še dodatni bluzovski ton, tj. zmanjšano kvinto, z nedoločeno in spremenljivo intonacijo med malo in veliko terco oz. septimo; so del afriške glasbene dediščine                                |
| boogie woogie          | bugivugi                      | v 30ih letih priljubljena klavirska tehnika izvajanja bluesa, z značilnimi ostinatnimi vzorci leve roke, ki v basih navadno igra osem osmink na en takt (gl. eight to the bar), medtem ko desna roka igra zanimive, a velikokrat stereotipne bluzovske rife in figure sin. barrelhouse, gutbucket, honkytonk |
| bottleneck             | tehnika s stekleničnim vratom | primitivna kitarska tehnika izvajanja bluesa, ki s posebno uglasitvijo praznih strun kitare v akord omogoča, da se s trdim predmetom (žepni nožiček ali odbit vrat steklenice) namesto s prsti krajša ali daljša vse strune naenkrat                                                                         |
| BPM (beats per minute) | udarci na minuto              | |
| break                  | brejk, break                  | kratka medigra, ki navadno traja en, dva ali več taktov, pri kateri ni spremljave zaradi pavze, ker solistu (lahko jih je več hkrati) omogoča improvizirati a capella |
| bridge                 | most                          | oznaka za del B v anatoli, tj. tretjih osem taktov v tipični obliki AABA; star. izraz : channel/kanal.Navadno je v drugi tonaliteti sin. release |
| broken time            | prekinjanje ritma             | način igranja, pri katerem je ritem okvirno določen, ritemska sekcija (predvsem bas in boben) pa znotraj tega svobodno sinkopira sin. open ant. straight |

### C
| cadenza, cadence      | kadenca                           | 1. zaporedje akordov, ki določa tonovski način, in navadno sledi kvintnemu krogu; primer kadence je turnaround; za razumevanje harmonske zgradbe neke skladbe je pomembo vedeti, kateri akordi se medsebojno navezujejo v kadenci 2. vokalni ali instrumentalni posebno virtuozno oblikovani vrivki, ki se lahko raztezajo na več taktov, prvotno prepuščeni solistovi improvizaciji |
| call and response     | klic in odgovor                   | ena od temeljnih oblikoslovnih značilnosti afroameriške glasbene tradicije, ki izvira iz glasbene tradicije zahodne Afrike sin. statement and response |
| changes               | zaporedje akordov                 | sin. chord progression, prim. root movement, harmonic rhythm; poleg tega tudi: blowing changes - zaporedje akordov, namenjenih za improvizacijo |
| chart                 | mapa s partiturami                | |
| chase                 | menjava sola, izmenično soliranje | v tridesetih letih v Kansas Cityju uveljavljena improvizatorska tehnika, pri kateri dva ali več solistov izmenoma oz. zaporedoma igra eno-, dvo-, štiri-, osem-, ali večtaktne improvizirane fraze (npr. trobenta in saksofon) prim. trading 4s |
| chord                 | akord                             | sozvenenje najmanj treh različno visokih tonov; po številu tonov, ki akord sestavljajo, ločimo trozvoke, četverozvoke, peterozvoke itd. |
| chord progression     | zaporedje akordov                 | harmonski okvir skladbe oz. zaporedje akordov v njeni osnovni oblikovi enoti (npr. v korusu) |
| chord tones           | akordični toni                    | toni danega akorda (npr. Cmaj7-C-E-G-B) |
| chordal improvisation | akordična improvizacija           | sredi tridesetih let nastala vrsta improvizacij, ki sloni na akordični zgradbi oz. harmonskem ogrodju skladbe, ki je izhodišče melodično svobodni improvizaciji |
| chorus                | korus, krog                       | harmonska shema refrena oz. zaključenega dela skladbe, na katerega se improvizator naslanja med svojim solom |
| chromatic scale       | kromatična lestvica               | lestvica sestavljena iz dvanajstih poltonov |
| chromaticism          | kromatika                         | 1. postopek višanja ali nižanja diatoničnih tonov za pol tona 2. uporaba poltonskih postopov v melodiji ali pri improvizaciji |
| circle of fifths      | kvintni krog                      | med seboj povezano in sklenjeno zaporedje vseh obstoječih durov in molov (C-G-D-A-E-B-F, ...) |
| circular breathing    | krožno dihanje                    | pihalna tehnika, ki izvajalcu omogoča neprenehno vdihovati skozi nos in pihati v ustnik glasbila |
| clef                  | ključ                             | notografska oznaka; v jazzu najpogosteje uporabljani: violinski, basovski, tenorski |
| clinker               | nepravi ton                       | uporabiti nepravi ton na odru prim. fluff, to |
| coda                  | koda, zaključek                   | (ital. rep) 1. dodatek zadnjem A delu, ponovljen v vsakem korusu 2. zaključek skladbe, izveden le na koncu zadnjega korusa; trajanje je odvisno od solista ali aranžerja, ni nujno v ritmu sin. tag, outro |
| combo                 | kombo                             | (iz angl. combination) mala jazzovska zasedba, običajno je v njej od 3 do 9 glasbenikov |
| come back             | vrnitev na sceno, come back       | uspešna vrnitev že pozabljenega glasbenika ali zasedbe na (jazzovsko) sceno |
| comping, comp         | spremljava solista                | (iz angl. "accompaniment") ritmično, harmonično in melodično podpiranje solista pri imrovizaciji, običajno se nanaša na kitaro ali klavir |
| coon song             | coon pesem, črnska pesem          | vrsta popularne pesmi, z besedili, ki so se opirala na rasistične stereotipe belih Američanov o črnih Američanih, ki jo izvaja pevec, navadno ob spremljavi bendža, v sinkopiranem ritmu, podoben ragtimu |
| counterpoint          | kontrapunkt                       | strogi ali svobodnejši sistem oz. tehnika vodenja posameznih glasov in vodoravnih ter navpičnih odnosov med glasovi v večglasju, osnova za imitacijo, kanon |
| counting off          | odštevanje                        | dajanje tempa in takta z glasnim štetjem |
| cross-rhythm          | navzkrižni ritem                  | uporaba ali implikacija drugačnega taktovskega načina, medtem ko se prevladujoči sočasno nadaljuje |

### D
| ANGLEŠKO            | SLOVENSKO                           | RAZLAGA |
| demo recording      | demo posnetek                       | (iz angl. demonstration) predstavitveni posnetek, ki ni namenjen objavi |
| diatonic            | diatoničen                          | tonsko zaporedje naravnih, nespremenjenih lestvičnih tonov (naravni dur ali mol), v jazzu se redko uporablja, ker ga pogosto zamenjajo kromatična in alterirana zaporedja ant. kromatičen gl. alteracija |
| dig, to             | dojeti, "kapirati"                  | hitro razumevanje dane glasbene situacije in ustrezno reagiranje sin. to catch on, to latch on |
| diminished chord    | zmanjšan akord                      | simetričen štirikord, zgrajen iz samih malih terc (v klasični harmoniji zmanjšano zmanjšani štirizvok, npr. Cdim/C° = C-Eb-Gb-A) diminished seventh - oznaka akorda                                      |
| diminished interval | zmanjšan interval                   | zmanjšano sozvočje dveh tonov (npr. zmanjšana kvinta C-Gb) |
| diminished scale    | zmanjšana lestvica                  | značilna jazzovska lestvica, zgrajena simetrično, osnovna tipa sta celton-polton (C-D-Eb-F-Gb-Ab-A-B-C-C-D) in polton-celton (C-Db-Eb-Fb-Gb-G-A-Bb-C)                                                    |
| diminished triad    | zmanjšan trozvok                    | |
| dirty tones         | nečisti toni                        | toni, ki jih izvajalec namerno odigra s prizvoki in popačenjem, z graulom, glissandi, portamenti, nejasno artikulacijo, uporabo sordine; izvedeni v nasprotju s tradicijo estetike                       |
| discography         | diskografija                        | katalog vseh glasbenih del, ki jih je glasbenik posnel; vsebovati mora naslov izdaje, datum in kraj snemanja, imena udeleženih glasbenikov in inštrumente, ki so na posnetkih slišni                     |
| dorian              | dorski                              | nanašajoč se na enega od modusov (npr. dorska lestvica na tonu C: CDEbFGABbC) |
| dot time            | navzkrižni ritem (četrtinke s piko) | navzkrižni ritem, ki bazira na četrtinkah s piko gl. cross-rhythm |
| double time         | podvojen tempo                      | učinek, ki ga solist ali skupina doseže s soliranjem ali spremljavo v podvojenem tempu, podvoji se tudi harmonski ritem ant. half time                                                                   |
| double time feel    | 2x hitreje                          | harmonski ritem ostaja enak, solist sam ali skupaj z ritemsko sekcijo pa igra dvakrat hitreje; tako npr. osminke zvenijo kot četrtinke                                                                   |
| doubling up         | podvajanje tempa                    | aranžerski prijem, ko po dogovorjenem znaku celotna zasedba podvoji tempo izvajanja gl. double time |
| down beat           | težka doba                          | poudarjena oz. težka doba v taktu (v štiričetrtinskem taktu sta to prva in tretja doba) ant. upbeat |
| drag, to            | vleči                               | zavlačevati, upočasnjevati tempo |
| drive               | zagon, drajv                        | sproščanje ali zaviranje izvajanja glasbe, s katerim izvajalec stopnjuje metrično-ritmično intenzivnost; zagon jazzovskega muziciranja                                                                   |
| drive, to           | igrati z zagonom                    | |

### E
| ANGLEŠKO         | SLOVENSKO                      | RAZLAGA |
| eight to the bar | same osminke                   | ponavljajoči ritemski vzorec samih osmink; vzorec, ki ga igra leva roka pri bugivugiju |
| embellishment    | okraševanje                    | obigravanje nekega osnovnega tona z dodanimi toni, ki je glede na slog in vsebino glasbe lahko v notnem zapisu nekega časa in glasbenega okolja delno improvizirano ali določeno s posebnimi znaki prim. paraphrasing                                           |
| embouchure       | ambažura                       | z vajami dosežena drža ustnic in ust pri igranju pihal in trobil, ki omogoča doseg željenega tona |
| encore           | encore, dodatek, "bis"         | dodatek koncertnemu programu, po navadi sledi vztrajnemu aplavzu |
| ensemble         | ansambel                       | skupina najmanj treh do največ devet glasbenikov, ki skupaj vadijo in na nastopih izvajajo določen program |
| evergreen        | evergrin, zimzelena melodija   | dolgo časa priljubljena popevka |
| ex-tempore       | ex-tempore, brez priprave/vaje | 1. oznaka za tiste dele v klasičnih skladbah, ki so jih skladatelji prepustili izvajalcu, da jih je improviziral 2. igranje brez predpriprave in notnega predložka oz. komponiranje med samim izvajanjem prim. ad lib sin. Improvisation, off-hand, at the time |
| extensions       | ekstenzije                     | toni, ki razširijo osnovni akord (npr. 9., 11. in 13. stopnja) |

### F
| fake book         | fake book                         | zbirka poenostavljenih jazzovskih skladb z melodijo, osnovnimi akordi in besedilom, so osnova za nadaljnjo improvizacijo, prvotno objavljene, brez plačila avtorskih tantiemov in zato nelegalne, v 70ih se je na Berklee school of Music pojavila "Real book", z nekaj več kot 400 kompozicij in postala standard jazzovskim glasbenikom |
| fake, to          | improvizirati                     | |
| falsetto          | falzet, grlni glas                | (ital. falso - nepristen) zelo visok, stisnjen moški glas, ki sega nad normalni glasovni obseg moškega, pri katerem nihajo samo notranji robovi glasilk, ojačani s prsno resonanco, to tehniko se pogosto uporablja pri soul glasbi sin. head voice ant. chest voice                                                                      |
| fan               | strastni navdušenec, fan, fanatik | strastni navdušenec za kako glasbeno zvrst ali za kakega umetnika |
| fast              | hitro                             | |
| feeling           | občutek                           | vidik jazzovskega izvajanja, ki temelji na občutku oz. čustvu |
| fill-in, fill     | vložki                            | posebni vložki pianista ali bobnarja med glasbenimi frazami ali soli, z namenom, da zapolni tišino in naredi celoten nastop bolj zanimiv |
| flat              | nižaj                             | |
| fluff, to (slang) | motiti se                         | motiti se na odru |
| four beat         | štiriudarni ritem                 | štiričetrtinski ritem, v katerem so enakomerno poudarjene vse štiri dobe, danes redko rabljen izraz ant. two beat |
| free              | svobodno                          | improviziranje brez pravil, ne da bi upoštevali zaporedje akordov |
| free lance artist | svobodni umetnik, freelancer      | svobodni umetnik, ki ni pogodbeno vezan in nastopa na vabilo zasedbe kot gost |
| front line        | trobila                           | glasbeniki, ki so v kombu v prvi vrsti, predvsem trobila, in se tako ločijo od ritemske spremljave ant. rhythm section |
| front, in front   | intro                             | |
| funky             | funky                             | 1. v sredini 50. let nastalo poimenovanje za igranje bluesa z ekspresivnimi elementi črnskih duhovnih pesmi, sin. soul, churchy 2. z značilnostmi funka, ki je mešanica jazza, bluesa, rock'n'rolla in soula, s primesmi gospela, hiphopa, reggaea in latino glasbe sin. groovy                                                           |

### G
| gig       | nastop, "špil" (žarg.)          | |
| glissando | glissando                       | najhitrejša pasaža zaporednih tonov, ki se izvaja z drsenjem prsta po struni godala ali harfe ali po tipkah klavirja, drseč prehod od začetnega h končnemu tonu |
| go out    | preiti na zadnji korus, končati | |
| gospel    | gospel                          | oblika verskega petja ameriških črncev z značilnim ritmom prim. spiritual                                                                                       |
| groovy    | groovy                          | sin. funky |
| growl     | graul, renčeč zvok              | globok neartikuliran guturalni zvok pihala ali trobila, podoben renčanju                                                                                        |

### H
| half time            | 1x počasnejši tempo       | ant. double time |
| half time feel       | 1x počasneje              | harmonski ritem ostaja enak, solist sam ali skupaj z ritemsko sekcijo pa igra enkrat počasneje |
| harmolodics          | harmolodika               | poimenovanje Ornetta Colemana za lasten kompozicijski postopek, sestavljen iz HARmony-MOvement-meLODICS |
| harmonic minor       | melodični mol             | molovska lestvica z zvišano 6. in 7. stopnjo (harmonski Cmol: CDEbFGABC); ne smemo zamenjavati s harmoničnim molom v klasični teoriji glasbe |
| harmonic progression | harmonsko zaporedje       | gl. chord progression |
| harmonic rhythm      | harmonski ritem           | hitrost poteka akordov v harmonskem zaporedju |
| head                 | glavna tema               | prvi (in zadnji) korus neke kompozicije, neimprovizirana ali pa le delno improvizirana melodija sin. theme |
| head arrangement     | spontani aranžma          | najobičajnejša oblika izvajanja jazz skladbe, ko glasbeniki igrajo na pamet, brez pomoči not, gre za ustni dogovor (tema - solistična improvizacija - tema) sin. ex-tempore, at the time |
| hemiola              | hemiola                   | posebnost ritma, ki izhaja iz teorij metruma glasbe srednjega veka, pri kateri se neparno gibanje pojavi v siceršnji parni meri ali obratno, združitev dveh tridelnih taktov s tremi dvodelnimi (3:2) ant. triola |
| heterophony          | heterofonija, raznozvočje | odstopanje od unisonega podajanja melodije ant. homophony |
| hip                  | hip, v toku dogajanja     | glasbenik ali ljubitelj jazza, ki je v toku najnovejših dogajanj v svetu jazza ant. square |
| hit                  | hit, uspešnica            | skladba, ki doseže izredno popularnost sin. bestseller |
| holler               | peti klic                 | ritmično melodičen klic črnih kmetovalcev, ki je del afroameriške glasbene tradicije sin. field call |
| honky tonk           | honky tonk                | gl. barrelhouse |
| horn                 | inštrument                | katerikoli inštrument, ne le trobila in pihala |
| hot                  | vroči jazz                | jazzovsko podajanje, ki je polno ritmičnega zagona in svobodne melodične improvizacije, polne sinkop, portamentov, growlov, glissandov, z značilnim zvenom trobil in pihal z močnim in izraženim vibratom; včasih uporabljan izraz za ločevanje pravega, improviziranega jazza, s swingovskim zagonom od nepravega ant. sweet, straight |

### I
| improvisation       | improvizacija       | komponirati v danem trenutku izvajanjaspontano tvorjenje novih melodij v okviru ponavljajočega se harmonskega zaporedja; poznamo individualno in kolektivno, dolžina je odvisna od števila odigranih korusov, prvi jazzisti so uporabljali parafraziranje, v tridesetih letih se je pojavila akordična improvizacija, v petdesetih pa modalna improvizacija. Free jazz je uvedel še totalno improvizacijo, ki sloni samo še na izvajalčevem občutku gl. ex tempore |
| inner voices        | notranji glasovi    | |
| interlude           | interludij, medigra | dodaten del skladbe, ki naj bi povezal solo enega in drugega izvajalca ali dva različna dela skladbe |
| intro, introduction | intro, uvod         | uvod v skladbo, zaigran samo enkrat, pogosto le ritem sekcija, traja lahko 4, 8, 16 taktov |
| inversion           | obrat               | harmonski obrat, način postavitve akorda, odvisen od tega, kateri ton akorda leži v basu (osnovni ton, terca, kvinta, …) |

### J
| jam session | jam session                    | improvizirano igranje trenutno zbranih glasbenikov, zlasti v jazzu, na repertoarju pogosto jazzovski standardi, podobno kot after hours                                                                 |
| jam, to     | improvizacija na jam sessionih | kolektivna improvizacija na jam sessionu, ki lahko traja en ali več korusov |
| jubilée     | jubilée                        | 1. ekstatična črnska posvetna ali duhovna pesem, sorodna gospelu in negrospiritualu, navadno govori o sreči, ki čaka sužnje, ko bodo vsi svobodni 2. črnsko ime za leto, ki bo sužnjem prineslo svobodo |
| jump        | jump                           | hiter 4/4 ritem, po navadi namenjen plesu; poskočni swing, z bluesovsko dvanajsttaktno obliko in rifi, ki izvira iz Kansasa                                                                             |

### K
| key     | tonovski način |                                                           |
| keynote | ključna nota   | določa jo notni ključ, po njej se ravnajo vse ostale note |

### L
| laid back             | zadržano, "nazaj"            | način igranja ali petja melodije oz. sola, pri katerem imamo občutek, kot da izvajalec vleče nazaj                                      |
| latin                 | latino                       | ravne osminke, za razliko od triolskih osmink v swingu gl. straight 8s, ant. swing                                                      |
| lay out, to           | prenehati z igranjem         | prenehati z igranjem, medtem ko drugi glasbeniki v zasedbi igrajo naprej                                                                |
| lazy                  | sproščeno, lenobno           | sproščeno, nonšalantno, lenobno izvajanje sola                                                                                          |
| lead                  | lead                         | 1. vodilna linija 2.trobilec ali pihalec, ki igra vodilno melodijo v kaki priredbi                                                      |
| leader, bandleader    | vodja, lider                 | vodja ansambla, orkestra ali kolektivne improvizacije                                                                                   |
| leadsheet             | enostavni notni zapis        | notni zapis vodilne melodije s pripadajočimi harmonijami, običajno zadostna osnova za izvedbo skladbe                                   |
| lick                  | lick, vzorec, trik           | glasbeni motiv oz. melodično-ritmično-harmonski vzorec, ki ga jazzovski solist v improvizaciji rad uporablja in variira (tudi hot lick) |
| line                  | linija                       | tonsko zaporedje; poznamo melodično, vokalno, basovsko linijo                                                                           |
| line-up               | člani zasedbe                | |
| long play record      | LP plošča, longplejka        | velika gramofonska plošča na 33 1/3 vrtljajev v minuti, premera 30 cm                                                                   |
| lydian                | lidijski                     | nanašajoč se na enega od modusov (npr. lidijska lestvica na tonu C: CDEFisGABC)                                                         |
| lydian dominant scale | lidijska dominantna lestvica | gl. mixolydian |

### M
| major, n            | dur                     | |
| master class        | mojstrski razred, tečaj | razred za višjo stopnjo glasbenikov, običajno pri uglednem mentorju |
| measure             | takt                    | sin. bar, time |
| medium              | srednji tempo           | ritem, ki ni hiter, pa tudi ne baladni gl. tudi up tempo, ballad |
| medium              | srednje hitro           | |
| metre               | metrum                  | izmenjava poudarjenih z nepoudarjenimi zvočnimi elementi ritmičnega gibanja; urejen z mersko enoto - taktom |
| minor, n            | mol                     | tonovski način (naravni Cmol: CDESFGAAbBC), v jazzu se pogosto uporablja tudi dorski in melodični mol gl. dorian, harmonic minor |
| minstrel show       | minstrelska predstava   | glavna oblika množične zabave belcev v 19. st. v ZDA, ki so jo sestavljale črnske melodije s plantaž, afroameriški plesi in rasistično obarvane šale na račun črncev |
| mixolydian          | miksolidijska           | lidijska lestvica z zmanjšano 7. stopnjo (npr. lidijska dominantna na tonu C: CDEF#GABbC) |
| modal               | modalen                 | |
| modal improvisation | modalna improvizacija   | improvizacija, ki gradi na cerkvenih tonovskih načinih (t. i.) modusih in ne na duru ali molu |
| modal scales        | modalne lestvice        | diatonične lestvice na diatoničnih tonih z naravnim zaporedjem celtonov in poltonov, ki so bile v rabi v glasbi srednjega veka in renesanse gl. tudi mode |
| mode                | modus                   | Poznamo jih sedem: durska oz. jonska/Ionian, dorska/dorian, frigijska/phrygian, lidijska/lydian, mixolidijska/mixolydian, eolska/aeolian, lokrijska/locrian |
| modulation          | modulacija              | postopek prehoda iz enega tonovskega načina v drugega s spremembo akorda, npr. toničnega trizvoka v G-duru (G-H-D) v dominantni trizvok v C-duru. Modulacije so lahko diatonične, enharmonske in kromatične. Izhodiščni in sklepni tonski način sta določena s kadencama. |
| monophony           | monofonija              | glas brez kakršnekoli spremljave; enozvočje |
| multiphony          | multifonija             | igranje sočasnih akordov s pomočjo alikvotnih tonov na monofona glasbila, predvsem pihala |

### N
| nasal tone            | nazalni ton, nosni ton  | oster in prodoren zven, skozi nos, brez izražene resonance                                              |
| natural singing style | petje z naravnim glasom | petje z naravnim glasom, z le malo ali brez vibrata, značilen pevski slog v ljudski in popularni glasbi |

### O
| obligato          | obligato          | izvajalska označba, ki v klasični glasbi izvajalcem ne dopušča izpuščati spremljevalnega glasu prim. ad lib |
| obligato clarinet | obligato klarinet | kontrapunktna melodija, ki jo klarinet v neworleanskem stilu igra pod vodilnim glasom korneta |
| off beat          | premik ritma      | (angl. zunaj udarca) bistvo jazza, ki z malenkostnim premikom ritma glede na osnovni utrip ustvarja ritmično intenzivnost - swing in vtis stalnega, postopnega pohitevanja - drive; je ena najpomembnejših izvajalskih tehnik jazza ant. on beat prim. syncope |
| on beat           | poudarjena doba   | |
| one nighter       | enovečerni nastop | sin. gig |
| orchestration     | orkestracija      | predelava skladbe za orkester prim. arrangement |
| ostinato          | ostinato          | ponavljanje nekega tonskega, ritmičnega ali drugega zaporedja |
| out               | zadnja tema       | zadnji korus, zadnjič zaigrana tema, na odru napovedana s stisnjeno pestjo in iztegnjenim kazalcem usmerjenim h glavi |
| outer voices      | zunanji glasovi   | |
| outside playing   | igrati "zunaj"    | uporaba lestvic in tonov pri improvizaciji, ki niso združljivi s harmonijo ritemske sekcije; sredstvo za doseganje napetosti, ki se razreši s povratkom v predvidene okvire                                                                                    |

### P
| pace               | hitrost, tempo, pace      | |
| paraphrasing       | parafraziranje            | način improviziranja prvih jazzistov, ki so med solom igrali nekakšne variacije na temo |
| passing chords     | prehodni akordi           | akordi med osnovnimi akordi nekega harmonskega zaporedja, pogosto na lahko dobo |
| pattern            | vzorec                    | melodični ali ritmični vzorec |
| pedal point, pedal | pedalni ton               | basovska linija, ki ostaja večinoma na enem tonu (ali oktavi), medtem ko se akordi spreminjajo, v jazzu je pedalni ton pogosto na dominanti sin. orgelpunkt                                    |
| pentatonic scale   | pentatonična lestvica     | lestvica petih tonov (npr. CDEGAC) |
| pentatonics        | pentatonika               | petstopenjski tonski sistem z vmesnimi poltoni ali brez njih |
| phrasing           | fraziranje                | združevanje glasbenih fraz in motivov v smiselno celoto |
| pickup             | predtakt                  | fraza pred prvim taktom, lahko je le nota ali pa daljša fraza, a nikoli daljša od enega takta                                                                                                  |
| pizzicato          | pizzicato                 | tehnika igranja strunskih glasbil s trzanjem strun (s prsti) prim. pluck, to |
| plantation songs   | črnske melodije s plantaž | črnske ljudske pesmi, ki so jih sprva prepevali na plantažah, nato pa so jih prirejene uporabili v minstrelskih predstavah                                                                     |
| pluck, to          | trzati                    | |
| pocket, in the     | ritmično točen            | ritmična osrediščenost, velja še posebej za bas, ki naj ne bi pohiteval ali upočasneval |
| poliphony          | polifonija                | mnogozvočje, v katerem so vsi glasovi melodično in ritmično samostojni, vendar harmonsko neodvisni ant. monophony                                                                              |
| politonality       | politonalnost             | sočasno izvajanje več različnih tonalitet, prava je redka, uporaba višjih harmonskih struktur (gl. upper structures) in igranje zunaj (gl. outside playing) le deloma štejemo k politonalnosti |
| poll               | jazzovska anketa          | jazzovska anketa oz. glasovanje, ki izbira najpopularnejše, najboljše glasbenike leta (izvajale so ga revije Metronom in Esquire, danes Downbeat)                                              |
| polymeter          | polimetrika               | zaporedno menjavanje ali sočasen potek različnih taktovskih načinov gl. tudi polyrhythm |
| polyrhythm         | poliritmija               | sočasno izvajanje več različnih ritmov gl. tudi polymeter |
| portamento         | portamento                | poseben način petja pri katerem glas postopoma drsi od enega tona do drugega preko vseh vmesnih tonov; podoben učinek ima glisando na violini ali pozavni                                      |
| portfolio          | portfolio, portfolij      | mapa dosežkov |

### Q
| quote | citat | tehnika improvizacije, pri kateri improvizator uporabi (citira) znano melodično ali ritmično figuro neke druge skladbe in jo vključi v svoj solo |

### R
| race records          | rasne plošče                         | komercialno ime za gramofonske plošče z bluzom, spirituali, gospeli in pridigami črnih izvajalcev, ki so jih razpečevali le med temnopoltim prebivalstvom ZDA med letoma 1922 in pribl. 1950, ko so ta naziv zamenjali z rasno manj obremenjenim imenom ritem in blues                                                       |
| refrain               | refren                               | del skladbe ali pesmi, ki se večkrat ponovi in je zelo speven |
| remote key            | oddaljena tonaliteta                 | ključ, ki je glede na kvintni krog precej oddaljena od izhodišča (npr. E dur vs. C dur) |
| repertoire, repertory | repertoar                            | |
| revival               | revival, preporod, zopetna pojavitev | naziv za primere, ko ponovno postane popularen kak umetniški (glasbeni) stil |
| rhythm changes        | spremenjeni akordi                   | spremenjeni in poenostavljeni akordi Gershwinove skladbe "I Got Rhythm", ki se uporabljajo v več jazzovskih melodijah/skladbah; pogosto so rahlo spremenjeni, oblika je AABA, vedno 32 taktov |
| rhythm section        | ritmična sekcija                     | vanjo prištevamo: klavir, bas, bobni, kitara, vibrafon, bendžo |
| riff                  | rif                                  | dvo- ali štiritaktna fraza, ki je sestavljena tako, da jo lahko med progresijo akordov igramo neprekinjeno in z nikakršnimi ali pa minimalnimi tonskimi alteracijami in je preprost melodični motiv s sinkopiranim in izrazitim ritmom, ki ga neprestano ponavljamo, kar ustvari občutek napetosti; je ena značilosti swinga |
| roll, a; pressroll    | rola                                 | kombinacija hitrih udarcev po bobnu; kratek tremolo na bobnu, izvajan s pritiskom sin. virbel, tilček |
| root                  | osnovni ton                          | osnovni ton, na katerega je v intervalnem razponu postavljen akord in po katerem se le-ta tudi imenuje |
| root movement         | zaporedje osnovnih tonov             | zaporedje osnovnih tonov, običajno jih igra kontrabas |
| rubato                | rubato                               | oznaka za nihanje hitrosti osnovnega ritma, v svobodnem tempu |
| rushing               | pohitevanje                          | |

### S
| scale             | lestvica, skala                                   | poznamo: dursko oz. jonsko/Ionian, dorsko/dorian, frigijsko/phrygian, lidijsko/lydian, mixolidijsko/mixolydian, eolsko/aeolian, lokrijsko/locrian |
| scat vocal        | skat vokal                                        | jazzovska tehnika vokalnega improviziranja, ki ga pevec izvaja s prepevanjem brezpomenskih in onomatopoetskih zlogov in glasov lahko tudi oponaša inštrumente (t. i. instrument-faking) |
| score             | partitura                                         | |
| section           | sekcija                                           | 1. del orkestra ali ansambla, ki ga sestavlja določena družina glasbil (npr. vsa pihala ali trobila) ali pa tista glasbila, ki imajo v orkestru ali ansamblu podobno vlogo (npr. ritemska, solistična, pihalna sekcija) 2. tudi del skladbe (npr del A, del B) |
| shake             | močan vibrato ali tremolo                         | močan vibrato ali tremolo, dosežen s tresenjem trobila oz. pianistove roke |
| sharp             | zvišan, zvečan                                    | |
| shuffle, to       | sinkopirati                                       | sinkopirano igranje sicer (zapisanih) enakovrednih tonov (dve osminki se odigra kot osminko s piko in šestnajstinko oz kot triolsko četrtinko in osminko), podobno bugivugiju gl. swing 8s |
| side slipping     | poltonsko odstopanje                              | igranje melodije ali akorda pol tona više ali niže od pričakovane tonske višine glede na dano harmonijo gl. outside playing |
| sideman           | glasbenik v zasedbi                               | glasbenik v zasedbi, ki ni vodja le-te ant. band leader |
| single            | mala plošča                                       | mala gramofonska plošča na 45 vrtljajev, premera 17 cm |
| slap              | udarec po struni                                  | udarec po struni kontrabasa ali basovske kitare |
| slow              | počasi                                            | |
| smear             | obrnjen glissando                                 | navzdol odigrani glissando ob koncu tona |
| solo              | solo                                              | improviziran del skladbe, ki ga ob spremljavi ritemske sekcije ali celotne zasedbe izvaja solist, lahko traja poljubno dolgo, najpogosteje nekaj korusov |
| song form         | oblika, forma skladbe                             | v jazzu najpogostejša oblika AABA z dvema različnima temama A in B, vsaka traja 8 taktov, tri ponovitve dela A nekoliko variirajo v končnem delu; oblika je lahko enostavna, enodelna (npr. 12-taktni blues) ali zapletena (npr. ABC, ABCD) |
| spiritual         | spiritual                                         | ljudska duhovna pesem severnoameriških kristijanov, solistična in skupinska, tudi z ritmično in inštrumentalno spremljavo, s primesmi improvizacije, pozneje tudi jazza, večinoma na svetopisemska besedil; white spiritual – bogoslužna pesem z melodijami anglokeltskega izročila, priljubljena med belimi protestanti vzhodnih držav ZDA; negro spiritual – črnska interpretacija spirituala |
| stand, band stand | oder, glasbeni podij                              | sin. stage |
| standard          | standard                                          | popularna skladba, ki jo jazzisti radi izvajajo v svojem programu, in tvori njihov železni repertoar |
| stop chorus       | stop korus                                        | čas, ko ritemska sekcija igra redke akordične poudarke, čez katere solist improvizira |
| stop time         | stop čas                                          | prekinjanje spremljave med igranjem solista ali cele sekcije, ko nekaterih dob ne zaigramo (npr. 1 2 3 stop 1 2 3 stop) gl. tudi break |
| straight          | kot napisano, po notah                            | |
| straight 8s       | enake osminke                                     | ant. swing |
| stride            | stride                                            | precej težka tehnika igranja na klavir, pri katerem leva roka izmenično igra nizke basovske tone v nizkem registru in akorde v srednjem registru ter daje ritem, medtem ko desna roka igra melodijo, gl. um-cha / um-pah |
| substitution      | substitucija                                      | zamenjava akorda z nekim drugim, navadno se zamenja osnovni ton (root), medtem ko ostajajo ostali toni pri obeh akordih enaki (značilen primer: bII 7 namesto V7 ali III namesto I) |
| superimposition   | nadgradnja osnovnega ritma in harmonskega okvirja | bistvo jazzovskega izvajanja, ki vedno sloni na nadgradnji osnovnega ritma z drugim, kar vodi v poliritem ter na nadgradnji osnovnega harmonskega okvirja z razširjeno harmonijo, kar ustvari politonalnost |
| sweet             | sladkobno                                         | jazzovsko podajanje, ki je sladkobno, milozveneče, ritmično umirjeno, brez pretiranih disonanc in sinkop ter z melodijami, ki si jih poslušalci hitro zapomnijo; danes malo rabljen izraz |
| swing             | swing                                             | najznačilnejši jazzovski ritem s poudarki na 2. in 4. dobo ter triolsko podelitvijo četrtink; igranje s posebnimi ritmičnimi elementi, ki ustvarjajo občutek drivea |
| swing 8s          | swingovske osminke                                | |
| syncopation       | sinkopacija                                       | zaigrati dobe, ki naj bi jih zaigrali na določenem mestu v taktu, pol dobe prej ali kasneje; poglavitna značilnost jazza |
| syncope           | sinkopa, nepravilni poudarek                      | prenos poudarka v taktu s težke na lahko dobo, združitev nepoudarjene dobe takta s sledečo poudarjeno dobo |

### T
| tag                    | zaključni del skladbe | prim. coda |
| tailgate               | tailgate              | (angl. zadnja vrata), način igranja na pozavno, izvajanje glissanda na trombonu, podobno t. i. "drsečem trombonu"; značilen za dixieland jazz, ko so glasbeniki igrali pri zadnjih vratih tovornjakov, saj je pozavna na poteg zahtevala precej prostora                                                                    |
| take                   | posnetek              | posnetek je navadno treba tudi večkrat ponoviti; seveda se v jazzu ponovljene izvedbe zaradi solistične improvizacije vedno vsaj nekoliko razlikujejo, zato lahko na ploščah srečamo tudi več posnetkov iste skladbe |
| tempo                  | tempo                 | hitrost osnovnega utripa izvajane skladbe, ki je v jazzu navadno enakomeren ali pa se enakomerno stopnjuje; ločimo tri osnovne stopnje: počasen, srednji in hitri tempo |
| theme                  | tema                  | zaokrožena glasbena misel oz. melodija vodilnega glasu, ki jo sestavljajo fraze in ki vsebinsko opredeljuje določeni del skladbe ali skladbo v celoti; večina standardnih jazzovskih skladb je zgrajena iz dveh tem: refrena in mosta, ki se največkrat izmenjujeta po oblikovnem vzorcu AABA, kar tvori en korus sin. head |
| timbre                 | zven, barva tona      | kakovost tona, karakteristični zvok inštrumenta; je temeljna glasbena dimenzija poleg ritma, melodije in harmonije |
| time feel              | občutek za ritem      | subjektivni občutek za trajanje udarca in takta (npr. to keep time, to play in time, to play out of time) |
| timing (good, bad)     | tajming (dober, slab) | časovna usklajenost |
| tonality               | tonalnost             | podrejenost melodičnega in harmonskega razvoja glasbene misli tonalnemu središču ali harmonskemu obroču ant. atonality |
| tonality               | tonaliteta            | značilni harmonski pojavi znotraj določenega tonskega načina, hierarhična povezanost tonov in akordov s toniko |
| tonic                  | tonika                | osnovni ton tonovske lestvice, prvi ton dura ali mola |
| top                    | začetek skladbe       | začetek skladbe oz. korusa, s prvo dobo prvega takta |
| trading 4s (or 8s, 2s) | izmenično soliranje   | menjava sola vsake štiri takte (tudi vsakih osem ali vsaka dva takta), vse skupaj po navadi traja korus ali dva; če gre za podajanje sola med npr. trobento in saksofonom to imenujemo chase; pogosto vsako drugo enoto solira boben                                                                                        |
| transposition          | transpozicija         | prenos zapisane glasbe v drug tonski obseg, na drugo tonsko višino (poljuben interval nižje ali višje) ali v drug tonovski način; v jazzu vokalisti pogosto transponirajo skladbe v skladu s svojim tonskim obsegom |
| tune                   | skladba               | splošen izraz za vse vrste skladb v jazzu (izraz pesem ni prestižen) |
| turnaround             | turnaround, obrat     | zaporedje akordov, ki tvorijo kadenco na koncu skladbe, določajo toniko; navadno so akordi v obratu I - VI - II - V - I in trajajo vsak pol takta; možne so številne variacije |
| twelve bar form        | dvanajsterec          | dvanajsttaktna enodelna oblika |
| two beat               | dvoudarni ritem       | štiričetrtinski ritem z dvema poudarjenima dobama, ki je značilnost tradicionalnega jazza (Dixieland, Neworleanski jazz) ant. four beat |

### U
| um-cha / um-pah | um-cha / um-pah    | onomatopoetski izraz za značilen vzorec spremljave pianistove leve roke, ko igra v stilu harlemskega stridea (um ponazarja ton v basu, cha ali pah pa akord v sredini klaviature) gl. stride |
| unison          | unisono, enoglasno | hkratno petje ali igranje celotne zasedbe |
| up beat         | lahka doba         | nepoudarjena doba v taktu, v jazzu pogost občutek poudarka na lahkih dobah (npr. v swingu na 2. in 4.) ant. down beat                                                                        |
| up tempo, up    | hitri tempo        | sin. fast |
| upper structure | zgornja struktura  | višji harmonski toni igrani čez akord (npr. 9., 11., 13. stopnja) |

### V
| vamp, vamping | vamp                        | enostaven ponavljajoč vzorec ritemske sekcije, pogosto se uporablja v uvodu ali zaključku skladbe sin. accompaniment gl. comping gl. tudi ostinato                                   |
| verse         | kitica                      | uvodni del besedila, ki mu pogosto sledi refren |
| vibrato       | vibrato                     | tehnika obogatitve zvena glasbila ali človeškega glasu s hitrimi in minimalnimi spremembami višine tona; pianisti namesto vibrata izvajajo hitre tremole in trilčke                  |
| voice-leading | vodenje glasov oz. melodije | kompozicijski postopek logičnega povezovanja tonskih zaporedij |
| voicing       | akordični prijem            | določena razporeditev tonov v akordu na klavirju ali kitari; poznamo: 1. close voicing, (toni blizu skupaj, po navadi v razponu oktave), in 2. open voicing (širše razporejeni toni) |

### W
| walking bass           | basovski hod                     | basovska spremljava, ki ne ponavlja osnovnih tonov akorda, temveč se “sprehaja” po tonih akordov in okrog njih, običajno se igra eno noto na dobo, tako da dobimo gladko linijo iz samih četrtink (walking rhythm), bas lahko tudi sinkopira |
| whole tone scale       | celotonska lestvica              | zgrajena iz celotonskih intervalov (npr. C-D-E-F#-G#-Bb-C) |
| woodshed, to; shed, to | vztrajno vaditi                  | posvetiti se dolgotrajnim vajam v mirnem okolju, kar jazzovskemu improviziranju omogoči virtuozno obvladovanje svojega inštrumenta, kar je prvi pogoj za kakršnokoli izvajanje                                                               |
| work song              | work song, delovna pesem sužnjev | v suženjstvu nastale in izvajane delovne pesmi, ki nadaljujejo afriško glasbeno tradicijo in lajšajo skupinsko ali posamično delo; tudi skladba Nata Aderleya, uvrščena v repertoar jazzovskih standardov                                    |